# (5935) Ostankino
(5935) Ostankino est un astéroïde de la ceinture principale.

## Description
(5935) Ostankino est un astéroïde de la ceinture principale. Il fut découvert le 13 mars 1977 à Naoutchnyï par Nikolaï Tchernykh. Il présente une orbite caractérisée par un demi-grand axe de 2,61 UA, une excentricité de 0,09 et une inclinaison de 13,9° par rapport à l'écliptique.

## Compléments